# Fin Stevens
Pour les articles homonymes, voir Stevens.
Finley John Stevens, né le 10 avril 2003 à Brighton, est un footballeur international gallois. Il joue au poste de défenseur central pour le FC St. Pauli.

## Biographie

### En club
Formé à Worthing, le 28 juillet 2020, il rejoint Brentford.
En 2022, il est prêté à Swansea City puis à Oxford United en 2023.

### En équipe nationale
Le 6 juin 2024, il fait ses débuts avec l'équipe nationale galloise.